# Khartoemculturen
De Khartoemculturen zijn een archeologisch complex van epipaleolithische tot neolithische culturen van het 8e tot 4e millennium v.Chr. in Centraal-Soedan.
Vanaf 1945 werd door de Engelse wetenschapper A.J. Arkell onderzoek gedaan nabij de stad Khartoem. Daarbij onderscheidde hij twee fasen:
- Khartoem-mesolithicum
- Khartoem-neolithicum

## Khartoem-mesolithicum
Vanaf het 8e millennium voor Christus ontstond een lokale epipaleolithische cultuur, die al aardewerk produceerde. Door Arkell werd dit aardewerk ingedeeld in een vroege Wavy Line Pottery en een latere Dotted Wavy Line Pottery. Deze indeling bleek maar beperkt houdbaar, gezien de grote mate van elkaar overlappende stijlen en motieven. Dit zogenaamd Khartoem-aardewerk verspreidde zich over een zeer groot gebied van de Nijlvallei tot over de groene Sahara van het Holoceen subpluviaal.
Het Khartoem-mesolithicum werd gevonden in de buurt van Khartoem, aan de oevers van de Nijl, vanaf de 4e cataract in het noorden tot aan de 6e cataract in het zuiden, en vanaf Kassala in het oosten tot het  Ennedimassief in het westen. De mesolithische Khartoemcultuur onderscheidt zich door gefacetteerde microlieten, grote schrabbers, maalstenen, netgewichten en schalen. De dragers van de cultuur waren van een Sub-Saharaans type, en hielden zich bezig met jagen, vissen en verzamelen. 
In die tijd was het landschap van dit deel van het Nijldal een bossavanne met galerijbossen langs de oevers. De Khartoem-mensen  waren bekend met primitief aardewerk. Ze jaagden op zowel kleine als grote dieren, van olifant en nijlpaard tot moerasmangoeste en rietratten, minder vaak op reptielen (krokodil, python, enz.), en zeer zelden op vogels.
Voor de jacht gebruikte men speren, harpoenen en pijl en boog. De vorm van de stenen pijlpunten toont gelijkenissen tussen de Khartoemcultuur en het Capsien van Noord-Afrika. Vissen was van groot belang, maar men had nog geen vishaken en de vis werd blijkbaar gevangen met manden, speren en pijlen. Men gebruikte klei om ruwe gebruiksvoorwerpen te boetseren in de vorm van kommen met ronde bodem, gedecoreerd met eenvoudige versieringen in de vorm van strepen, waardoor het vaatwerk op manden leek. Ook vlocht men manden. Vondsten van sieraden zijn zeldzaam, maar ze beschilderden het aardewerk en mogelijk hun lichamen met oker, dat werd gewonnen in de naburige afzettingen. 
De doden werden in de nederzettingen begraven, die misschien slechts seizoensgebonden kampen waren.

## Khartoem-neolithicum
Vanaf ongeveer het midden van het 4e millennium voor Christus ging deze over tot de neolithische Khartoemcultuur. Van de neolithische Khartoemcultuur heeft men grote stenen bijlen, waaronder met gepolijste snijvlakken, pijlen, knuppels, harpoenen van been, van schelpen gemaakte haken en met slib bedekt aardewerk gevonden. De werktuigen vertonen overeenkomsten met de Egyptische Badaricultuur en andere culturen van het neolithische Soedan en Egypte. In tegenstelling tot de tijdelijke kampen van de epipaleolithische bevolking, waren de neolithische nederzettingen permanent. Een van hen, Esh-Shaheinab, is bijzonder grondig bestudeerd. Er werden hier echter geen sporen van woningen gevonden, zelfs geen gaten voor ondersteunende pilaren, noch werden er graven gevonden. Misschien woonden de inwoners van het neolithische Shaheinab in hutten van riet en gras, en werden de doden in de Nijl geworpen. Er zijn ook geen sporen van landbouw gevonden, deze verschenen pas in de volgende periode. Dit is een relevant aspect omdat Esh-Shaheinab, te oordelen naar radiokoolstofanalyse (3.490 ± 880 en 3.110 ± 450), gelijktijdig was met de volledig-neolithische Omaricultuur in Egypte. Er werden veel sporen gevonden van het houden van kleine geitenrassen.
In het laatste kwart van het 4e millennium voor Christus vindt men in de Nijlvallei van Noord-Soedan vergelijkbare eneolithische culturen als  de Amra- en Gerzeh-culturen van het naburige pre-dynastieke Opper-Egypte (waarvan de dragers ook primitieve landbouw bedreven). De zuidelijke periferie van deze culturele zone bevond zich ergens in de valleien van de Witte en Blauwe Nijl (graven van de A-groepcultuur werden ontdekt in de regio van Khartoem, in het bijzonder bij de Omdurman-brug) en bij Esh-Shaheinab. Hoe verder men naar het zuiden gaat, hoe sterker de dragers van deze culturen een Sub-Saharaans type vertoonden.

## Aardewerk
In zijn oorspronkelijke studies deelde Arkell het door hem gevonden aardewerk in in een "mesolithische" Wavy Line Pottery en een "neolitische" Dotted Wavy Line Pottery. Beide waren een soort ruw gevormd aardewerk gedecoreerd met behulp van visgraten. Bij later onderzoek bleek deze indeling maar beperkt houdbaar. De temporale en geografische indeling van beide "klassieke" types overlapten elkaar voor een groot gedeelte, en naast deze klassieke decoraties bestonden er nog een groot aantal variaties.
Dit Khartoem-aardewerk werd uiteindelijk gevonden verspreid over een zeer groot gebied, van Oost-Soedan tot het Ahaggargebergte in Zuid-Algerije. C14-dateringen geven een leeftijd die teruggaat tot het begin van het 8e millennium v.Chr. Een vondst uit Saggai gaf zelfs een leeftijd van 10.060 ± 150 BP (8.000 v.Chr.),  wat het tot het oudste aardewerk van Afrika en ouder dan het vroegste aardewerk van het Midden-Oosten maakt.
Analyse van de scherven toonde dat al het aardewerk lokaal gemaakt werd, met plaatselijke materialen en methodes. De vele lokale variaties maken het aannemelijk dat er sprake was van een verspreiding door nabootsing, eerder dan door migraties van bevolkingsgroepen. De makers waren jager-verzamelaars met vaak een grote nadruk op de visvangst, zoals bij de Kiffians van de Centrale Sahara, duizenden jaren voor de introductie van landbouw en veeteelt en het ontstaan van permanente nederzettingen.